# فريدريك وايزمان
فريدريك وايزمان (بالإنجليزية: Frederick Wiseman) (و. 1930  م) هو مخرج أفلام، ومنتج أفلام، وكاتب سيناريو، وأستاذ جامعي، ومونتير أمريكي، ولد في بوسطن، هو عضوٌ في الأكاديمية الأمريكية للفنون والعلوم.

## التعليم
تعلم في كلية ويليامز، وكلية ييل للحقوق.

## جوائز
حصل على جوائز منها:
- جائزة جورج بولك  [لغات أخرى]‏ (2005)
- جائزة دان ديفيد (2003)
- جائزة بيبودي  [لغات أخرى]‏
- زمالة ماك آرثر
- زمالة غوغنهايم.

## وصلات خارجية
- فريدريك وايزمان على موقع IMDb (الإنجليزية)
- فريدريك وايزمان على موقع الموسوعة البريطانية (الإنجليزية)
- فريدريك وايزمان على موقع روتن توميتوز (الإنجليزية)
- فريدريك وايزمان على موقع مونزينجر (الألمانية)
- فريدريك وايزمان على موقع ألو سيني (الفرنسية)
- فريدريك وايزمان على موقع أول موفي (الإنجليزية)
- فريدريك وايزمان على موقع قاعدة بيانات الأفلام السويدية (السويدية)
- فريدريك وايزمان على موقع إن إن دي بي (الإنجليزية)
- فريدريك وايزمان على موقع قاعدة بيانات الفيلم (الإنجليزية)
- فريدريك وايزمان على موقع كينوبويسك (الروسية)